# Compagnia uniformata delle milizie
La Compagnia Uniformata delle Milizie (a volte chiamata semplicemente "la milizia")  è un Corpo militare della Repubblica di San Marino istituito nel XVI secolo.

## Funzioni
È il corpo militare più antico della Repubblica di San Marino ed è composto esclusivamente da personale volontario, che si mette al servizio della Repubblica e delle istituzioni. Composto da 80 militari svolge servizi di parata, ordine pubblico e sorveglianza. Il 6 giugno 1843 è stata aggregata alla Compagnia uniformata delle milizie la Banda militare della Repubblica di San Marino (costituita con decreto del Consiglio Grande e Generale).

## Origini del Corpo
L'origine della Compagnia uniformata delle milizie si perde nella notte dei secoli, il più antico documento che ne attesta l'esistenza è del 1543. Secondo la rubrica XXXVII degli statuti del 1600 al capitano della milizia spettava il compito di reclutare la truppa. Ogni famiglia in cui vivevano più di due uomini dell'età consentita, era tenuta ad arruolare la metà dei maschi che la componevano.

Attualmente l'arruolamento avviene attraverso un bando pubblico a cui possono accedere tutti i cittadini, di ambo i sessi, dai 18 ai 35 anni di età nonché gli stranieri residenti nella Repubblica da almeno 6 anni.

## Uniforme e comando
- Alta uniforme: divisa blu con ornamenti bianchi, Chepì con pennacchio bianco e azzurro.
- Uniforme d'ordinanza: giacca, pantaloni e cravatta blu scuro con camicia azzurra per militi, graduati e sottufficiali; camicia bianca per gli ufficiali.
- Uniforme da campo: divisa blu con basco e fazzoletto bianco al collo.

È armata di moschetto Mod. 91 da cavalleria.
È comandata da un capitano.

## Galleria d'immagini

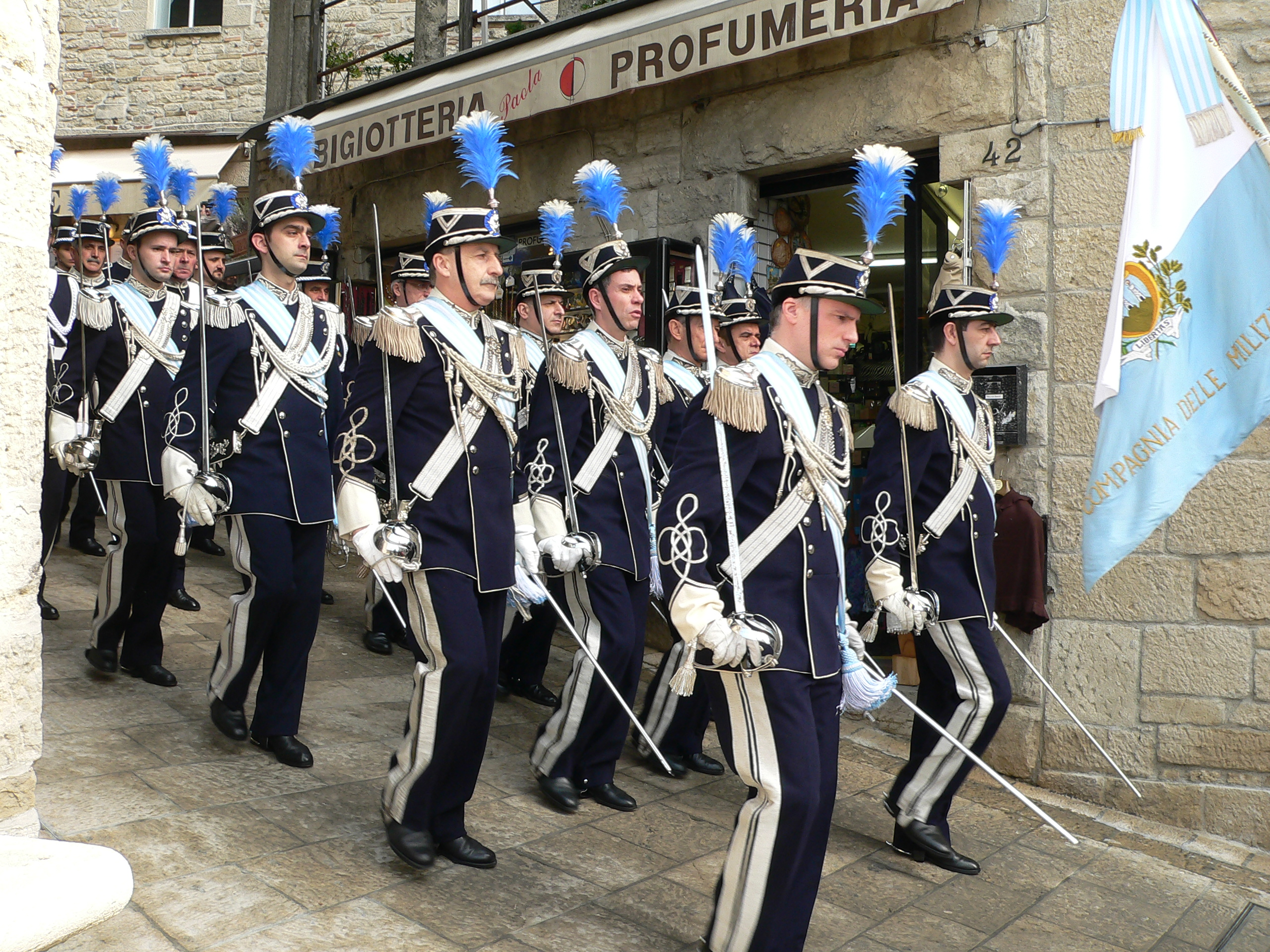
Parata con alta uniforme della Compagnia uniformata delle milizie

### Atti normativi
- Regolamento Organico e di Disciplina dei Corpi Militari - Legge 26 gennaio 1990 n.15, modificata con Legge 19 dicembre 1991 n.157 e con Legge 18 febbraio 1999 n.28.
- Cerimoniale Militare - approvato dal Congresso Militare il 23 giugno 2000 e Delibera del Congresso di Stato n.1 del 22 settembre 2003.